# HD 46815
HD 46815, eller HR 2411, är en ensam stjärna i den mellersta delen av stjärnbilden Duvan. Den har en skenbar magnitud av ca 5,40 och är svagt synlig för blotta ögat där ljusföroreningar ej förekommer. Baserat på parallax enligt Gaia Data Release 3 på ca 8,0 mas, beräknas den befinna sig på ett avstånd på ca 408 ljusår (ca 125 parsek) från solen. Den rör sig bort från solen med en heliocentrisk radialhastighet på ca 32 km/s.

## Egenskaper
HD 46815 är en röd till orange jättestjärna av spektralklass K3 III, som befinner sig på den röda jättegrenen. Den har en massa som är ca 1,2 solmassor, en radie som är ca 24 solradier och har ca 180 gånger solens utstrålning av energi från dess fotosfär vid en effektiv temperatur av ca 4 300 K. För att vara en jättestjärna har den en låg projicerad rotationshastighet av 2,3 km/s.